# 제단자리 뮤 e

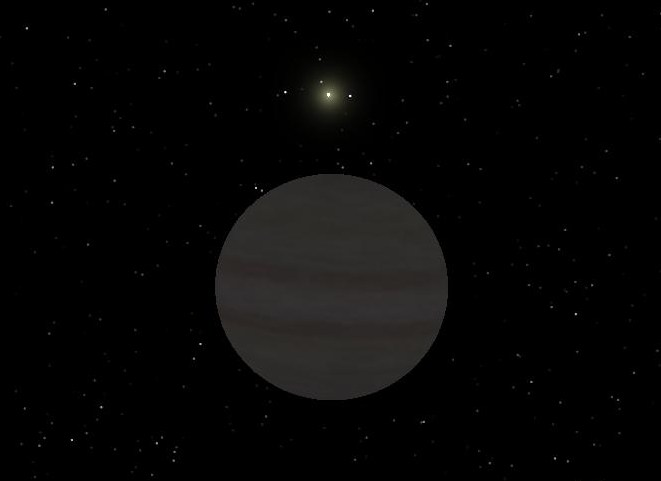

제단자리 뮤 e는 제단자리 뮤를 돌고 있는 외계 행성 넷 중 하나이다. 발견 사실은 2002년 6월 13일 공식적으로 발표되었다. 이 행성은 최소 질량만 목성의 약 1.8배에 이르는 가스 행성이다. 항성으로부터의 거리는 태양~목성 간격과 매우 비슷한 약 5.235 천문단위이다.